# مطران (يافع)

تعديل مصدري - تعديل

مطران هي إحدى قرى عزلة لبعوس بمديرية يافع التابعة لمحافظة لحج، بلغ تعداد سكانها 71 نسمة حسب تعداد اليمن لعام 2004.